# Flagge des Bikini-Atolls

Offizielle Flagge des Bikini-Atolls

Die Flagge des Bikini-Atolls wurde 1987 eingeführt und ist das offizielle Symbol des Bikini-Atolls, das zu den Marshallinseln gehört.
Mit der Ähnlichkeit zur Flagge der Vereinigten Staaten soll an die „große Schuld“ des Volkes und der Regierung der USA gegenüber den Bikinianern erinnert werden, weil die US-Regierung im Jahr 1954 die H-Bombe Bravo während der Operation Castle auf den Inseln detonieren ließ, wobei das Atoll durch radioaktiven Niederschlag kontaminiert wurde.

## Aufbau und Bedeutung
Die Flagge des Bikini-Atolls ist dem Sternenbanner, der Flagge der USA, nachgeahmt und besteht ebenfalls aus 13 abwechselnd roten und weißen waagerechten Streifen sowie einem Flaggenfeld („Gösch“) links oben. Die 23 weißen Sterne auf blauem Grund stehen für die 23 Inseln des Bikini-Atolls. Die drei schwarzen Sterne rechts oben symbolisieren die drei Inseln, die am 1. März 1954 während eines Atomwaffentests durch die 15 Megatonnen starke Bombe Bravo – eine der stärksten Bomben bei Kernwaffentests, die die Vereinigten Staaten je durchgeführt haben – größtenteils zerstört wurden. Die zwei schwarzen Sterne rechts unten repräsentieren die Kili-Insel, 425 Meilen südlich vom Bikini-Atoll und die Ejit-Insel im Majuro-Atoll, das Gebiet, wo die Bevölkerung jetzt lebt. Die Sternengruppen stehen symbolisch weit auseinander und repräsentieren damit die Entfernung zwischen der alten und neuen Heimat und die dadurch veränderte Lebensqualität.
Die marshallesischen Wörter im unteren Teil der Flagge, Men Otemjej Rej Ilo Bein Anij (deutsch „Alles liegt in Gottes Händen“) geben die 1946 gegebene Antwort des bikinianischen Führers Juda auf die Frage des US-Kommodores Ben Wyatt wieder, ob die Bikinianer ihre Inseln für das „Wohl der ganzen Menschheit“ (good of all mankind) aufgeben würden, damit die USA dort ihre Kernwaffentests durchführen können.